# Norberto Gonzales
Nortberto Gonzalez (Balanga, 17 april 1947) is een Filipijns politicus. Gonzalez was van 14 augustus 2009 tot 30 juni 2010 minister van defensie in het kabinet van Gloria Macapagal-Arroyo als opvolger van Gilberto Teodoro jr.. Gonzalez was van 2004 tot zijn benoeming tot minister van defensie onder andere Nationaal veiligheidsadviseur, vicevoorzitter van de antiterrorisme werkgroep en de Nationaal Coördinator Terrorismebestrijding. Daarvoor werkte hij van 2001 tot 2004 als speciale adviseur van Macapagal-Arroyo. In 2010 werd Voltaire Gazmin door de nieuwe president Benigno Aquino III benoemd tot opvolger van Gonzalez.
Bij de verkiezingen van 2022 deed Gonzalez mee aan de verkiezingen voor president van de Filipijnen. Hij eindigde daarbij met 0,17% van de stemmen op de 9e plek, ver achter Ferdinand Marcos jr., die met 58,77% van de stemmen werd gekozen tot opvolger van Rodrigo Duterte.
Alabastro · Andaya · Atienza · Bunye · Cabral · Durano · Duque · Ebdane · Ermita · Favila · Raul Gonzalez · Lapus · Mendoza · Pangandaman · Puno · Remonde · Reyes · Romulo · Roque · Saludo · Santos · Norberto Gonzales · Teves · Yap